# Krypton (serie de televisión)
Krypton es una serie de televisión estadounidense creada por David Samuel Goyer y Damian Kindler para Syfy. La serie está ambientada en el planeta natal de Superman, aproximadamente 200 años antes de su nacimiento. Krypton se estrenó el 21 de marzo de 2018. El 22 de mayo de 2018, Syfy renovó Krypton para una segunda temporada, que se estrenó el 12 de junio de 2019.
En agosto de 2019, Syfy canceló la serie después de dos temporadas.

## Sinopsis
Krypton seguirá al abuelo de Superman cuya Casa de El fue condenada al ostracismo y a la vergüenza mientras lucha para redimir el honor de su familia y salvar a su amado mundo del caos.

## Elenco y personajes
- Cameron Cuffe como Seg-El: El abuelo de Superman; atlético y confiado. Una versión más joven del personaje más serio de los cómics.[4][5]
- Georgina Campbell como Lyta Zod: Una cadete reticente y guerrera en el ejército de Krypton. Está en una relación clandestina y prohibida con Seg-El.[4][6]
- Ian McElhinney como Val-El: El abuelo de Seg, que desafió la muerte al ir a la Zona Fantasma y es un firme creyente en la exploración espacial.[4][7]
- Elliot Cowan como Daron-Vex: El principal magistrado de Kandor, encargado de defender la oligarquía de Krypton.[7]
- Ann Ogbomo como Jayna-Zod: El Primus del gremio militar kryptoniano y madre de Lyta. Asiatu Koroma interpreta a la joven Jayna.[4][6][7]
- Rasmus Hardiker como Kem: Ingeniero y mejor amigo de Seg.[7]
- Wallis Day como Nyssa-Vex: Una magistrada menor y la hija de Daron-Vex.[7]
- Aaron Pierre como Dev-Em: Un "cincelado, chico malo de veintitantos".[4][7]
- Colin Salmon como el General Dru-Zod: el futuro hijo de Lyta-Zod y Seg-El y el nuevo gobernante de Krypton.
- Hannah Waddingham como Jax-Ur (antes Sela-Sonn) (temporada principal 2; temporada recurrente 1): exlíder del grupo terrorista Black Zero y ex protegida de Va.

Shaun Sipos y Blake Ritson interpretarán a Adam Strange y Brainiac, respectivamente. Además, el padre de Seg, Ter-El, Doomsday y Hawkgirl también aparecerán en la serie de televisión. Paula Malcomson aparecerá como Charys. Hannah Waddingham interpretará a Jax-Ur.

## Episodios
| Temporada | Temporada | Episodios | Episodios | Emisión original    | Emisión original     |
| Temporada | Temporada | Episodios | Episodios | Primera emisión     | Última emisión       |
| --------- | --------- | --------- | --------- | ------------------- | -------------------- |
|           | 1         | 10        | 10        | 21 de marzo de 2018 | 23 de mayo de 2018   |
|           | 2         | 10        | 10        | 12 de junio de 2019 | 14 de agosto de 2019 |

## Producción

### Desarrollo
En 2014, se informó que David S. Goyer estaba desarrollando una precuela televisiva titulada Krypton. En diciembre de 2014, se confirmó que la serie estaba en desarrollo y se emitiría en la cadena Syfy. Posteriormente se anunció que la serie sería producida por Goyer, y estaría escrita y producida ejecutivamente por Ian Goldberg. Goyer también ha confirmado que la serie tendrá lugar aproximadamente 200 años antes del período de tiempo de la película de El hombre de acero. En mayo de 2016, TV Line informó que Syfy había dado la orden del piloto oficial para la serie, y que Damian Kindler sería el showrunner, Goyer el coproductor ejecutivo y que Colm McCarthy dirigiría el piloto. En última instancia, todas las conexiones con El hombre de acero se eliminaron con el estreno de la serie en marzo de 2018.

### Casting
En septiembre de 2016, Georgina Campbell, fue elegida para representar a Lyta Zod. Un año después, Shaun Sipos fue elegido como Adam Strange. Al mes siguiente, Cameron Cuffe, Ian McElhinney, Elliot Cowan, Ann Ogbomo, Rasmus Hardiker, Wallis Day, y Aaron Pierre fueron elegidos como Seg-El, Val-El, Daron-Vex, Alura Zod, Kem, Nyssa-Vex, y Dev-Em. En noviembre, Blake Ritson y Paula Malcomson fueron elegidas como Vril Dox y Charys. En enero de 2018, se anunció que Hannah Waddingham interpretará a Jax-Ur.

### Rodaje
En junio de 2016, la producción del piloto fue programada para comenzar en Montreal "más adelante este verano". Para septiembre de 2016, el piloto debía ser filmado en Serbia.

### Marketing
El 18 de abril de 2017, el primer teaser tráiler de Krypton fue publicado en línea, para estrenarse en 2017. Sin embargo, al mes siguiente, Syfy tuiteó que no sería estrenada sino hasta 2018.